# Ernest Swinton

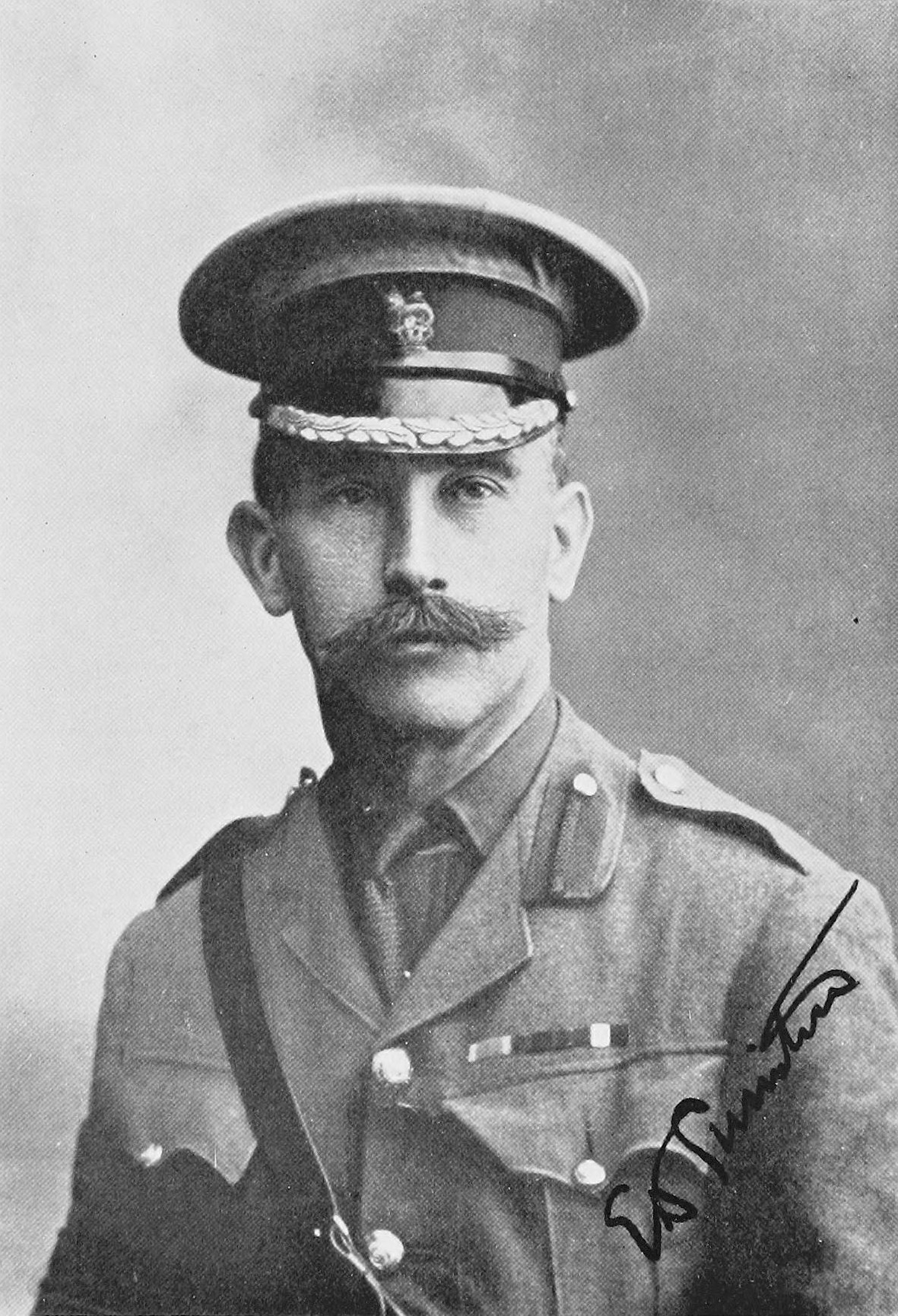
Ernest Swinton

O major-general Sir Ernest Dunlop Swinton, (21 de outubro de 1868 - 15 de janeiro de 1951) foi um oficial do exército britânico que desempenhou um papel no desenvolvimento e adoção do tanque durante a Primeira Guerra Mundial. Foi também correspondente de guerra e autor de vários contos sobre temas militares. Ele é creditado, junto com o colega tenente-coronel Walter Dally Jones, por ter iniciado o uso da palavra "tanque" como um codinome para os primeiros veículos blindados de combate com esteiras.

## Vida
Swinton nasceu filho de um juiz na Índia britânica e, após treinar na Royal Military Academy Woolwich, juntou-se aos Royal Engineers como oficial em 1888. Ele participou da Segunda Guerra dos Bôeres, e a partir de então iniciou uma segunda carreira como escritor militar. Em 1910 foi colocado na Seção Histórica do Comitê de Defesa Imperial, onde escreveu sobre a Guerra Russo-Japonesa, e em 1913 tornou-se Secretário Adjunto desse órgão. No início da Primeira Guerra Mundial, ele atuou como vice-diretor de transporte ferroviário. Após o início da guerra, ele foi enviado à França como correspondente de guerra e escreveu sobre o que estava acontecendo no front sob o nome de autor Eyewitness. Foi aqui, inspirado pelo norte-americano Holt Caterpillar, que ele desenvolveu a ideia de veículos blindados e armados sobre esteiras. Swinton era apenas uma das muitas pessoas em vários países que tinham ideias semelhantes, mas teve a sorte de ter acesso a soldados e políticos de alto escalão. No entanto, ele não conseguiu convencer ninguém a adotar sua ideia.
Enquanto isso, Winston Churchill, Chefe da Marinha Britânica, manteve discussões com oficiais navais que tinham experiência na operação de veículos blindados com rodas na Bélgica. Ele montou um comitê para desenvolver veículos blindados que pudessem atravessar campos de batalha. O resultado foi o primeiro tanque britânico.

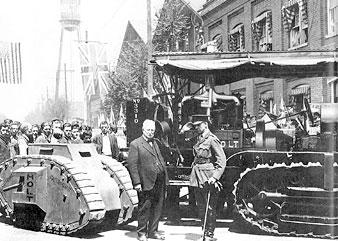
Benjamin Holt e Ernest Dunlop Swinton em Stockton, Califórnia, abril de 1918

Promovido a tenente-coronel, Swinton foi encarregado de treinar as primeiras unidades de tanques britânicas. O nome Tank para os tanques britânicos remonta a sua sugestão. Depois que a EUA entram na guerra em 1917, ele viajou para os Estados Unidos para promover títulos de guerra .
De 1925 a 1939 foi professor Chichele de História Militar na Universidade de Oxford. De 1934 a 1938 foi coronel comandante do Royal Tank Corps. Swinton era casado e tinha três filhos.

## Publicações
- Swinton, Ernest (sob o pseudônimo de "Lieutenant Backsight Forethought"), The Defence of Duffer's Drift, Oxford: United Service Magazine, 1905; Originalmente publicado em abril de 1905 no "The British Infantry Journal", .
- Swinton, Ernest (como editor), The Truth About Port Arthur, Londres: Murray, 1908
- Swinton, Ernest (como editor), The Russian Army and the Japanese War, Vol. I, Nova York: Dutton, 1909
- Swinton, Ernest (como editor), The Russian Army and the Japanese War, Vol. II, Nova York: Dutton, 1909
- McClure's Magazine (dois artigos sob o pseudônimo "Ole Luk-Oie"), Link, 1910
- Swinton, Ernest (sob o pseudônimo "Ole Luk-Oie"), The Green Curve, Nova York: Doubleday, 1914 e, como bônus adicional, seu obituário.
- Swinton, Ernest (sob o pseudônimo "Ole Luk-Oie"), The Great Tab Dope, Edinburgh: Blackwood, 1916
- Swinton, Ernest, Tanks, 1918,  reimpresso de "The Strand Magazine".
- The Study of War (1926)
- Swinton, Major-General Sir Ernest D., Eyewitness, London: Hodder & Stoughton, 1932 (inclui a gênese do tanque)
- Over My Shoulder (1951, póstumo)